# Roberto Breda
Roberto Breda (Treviso, 21 ottobre 1969) è un allenatore di calcio ed ex calciatore italiano, di ruolo centrocampista.

## Biografia
Originario del comune di Villorba, in Provincia di Treviso, a quindici anni si trasferì a Genova per giocare nel settore giovanile della Sampdoria. Nel capoluogo ligure prese il diploma di ragioniere e conobbe la moglie Raffaella, con cui ha avuto due figli. Tra il 2006 e il 2007 è stato assessore allo sport del comune di Salerno, città con la quale ha avuto un legame sportivo sia da calciatore che allenatore della Salernitana, nella giunta guidata dal sindaco Vincenzo De Luca durante il suo terzo mandato.
Nel 2022 ha ricoperto il ruolo match-analyst di Sportitalia. In parallelo tiene dei corsi di metodologia dell’allenamento e di tattica.

## Caratteristiche tattiche
Le squadre da lui allenate giocano generalmente con il 4-2-3-1.

## Carriera

### Giocatore

Breda agli esordi con il Messina nella stagione 1990-1991

Iniziò la carriera di calciatore professionista in Serie A con la Sampdoria. Le due stagioni successive si trasferì al Messina, con la breve parentesi all'Udinese nell'inverno 1991. Seguì la stagione alla Spal, e il trasferimento alla Salernitana nel 1993. Con la Salernitana disputò 192 partite fino al 1999, anno in cui si trasferì al Parma.
Dal 2000 al 2003 giocò nel Genoa, ad eccezione di una parentesi nel 2002 al Catania. Chiuse la carriera da calciatore nella Salernitana, disputando 35 partite tra il 2003 e il 2005.
In carriera ha disputato 43 gare in Serie A siglando 2 reti; 276 presenze, 10 reti in Serie B; 40 presenze, 2 reti in Serie C1; 2 presenze in Serie C2.

### Allenatore
Ha ricoperto il ruolo di allenatore della Primavera della Reggina dalla stagione 2007-2008 fino a febbraio 2010, giorno in cui è stato promosso allenatore della prima squadra, dopo l'esonero di Ivo Iaconi. Ha esordito in panchina il 13 febbraio 2010 in Reggina-Mantova (3-1).
Il 30 maggio 2010 ha concluso la prima stagione da allenatore con la salvezza all'ultima giornata. Il 17 luglio 2010 firma il contratto con la Salernitana diventandone allenatore per la stagione di Lega Pro Prima Divisione 2010-2011. In un'annata travagliata (con i campani indebitati, prossimi al fallimento e penalizzati di 5 punti), conquista un posto ai play-off. La promozione sfuma allo Stadio Arechi di Salerno, al triplice fischio della finalissima contro l'Hellas Verona.
Con il fallimento dei granata, si ritrova svincolato e torna a Reggio Calabria per allenare la Reggina. Dopo un positivo avvio, la squadra attraversa un periodo negativo di sette partite senza vittorie. Per questo motivo è esonerato l'8 gennaio 2012. È richiamato alla guida della squadra, in sostituzione dell'esonerato Angelo Gregucci, a aprile. Il rientro sulla panchina amaranto coincide con la vittoria esterna a Nocera Inferiore (4-0); la squadra chiude il campionato al 10º posto.
Il 14 luglio 2012  è chiamato alla guida del Vicenza per la stagione 2012-2013. Dopo alcune prestazioni positive, la squadra presenta un calo vistoso dei risultati. Già ad inizio gennaio 2013 il presidente del club berico Massimo Masolo vuole esonerare il tecnico ma il Cda decide di confermargli la fiducia (lo stesso presidente, per questo motivo decide di dimettersi). Dopo la sosta invernale Breda durerà solo un'altra partita (quella contro il Cesena, persa 3 a 1) venendo esonerato il 27 gennaio 2013 con la squadra terz'ultima in classifica.
Il 12 settembre 2013 assume la guida del Latina, neopromosso in Serie B, in sostituzione dell'esonerato Gaetano Auteri, concludendo il campionato al terzo posto qualificandosi ai play-off, poi persi in finale con il Cesena. Il 23 giugno seguente lascia la squadra nonostante la dirigenza lo volesse confermare. Il 6 ottobre 2014 ritorna sulla panchina pontina a seguito dell'esonero di Mario Beretta. Il 3 gennaio 2015 viene esonerato con la squadra in piena zona retrocessione.
Il 27 settembre 2015 diventa il nuovo allenatore della Ternana al posto di Stefano Avincola che ha ricoperto il ruolo ad interim portando la squadra al 12º posto finale in B.
Il 10 giugno 2016 viene nominato nuovo tecnico della Virtus Entella, militante in Serie B, portandosi dietro il vice Carlo Ricchetti e il preparatore atletico Donatello Matarangolo, entrambi con lui dal 2013. Viene esonerato il 30 aprile 2017,  dopo il 39º turno, al culmine di un periodo negativo per la squadra ligure, che ha conquistato un punto nelle ultime cinque partite ed è uscita dalla zona play-off.
Il 26 ottobre 2017 viene ingaggiato dal Perugia al posto dell'esonerato Federico Giunti. Dopo un inizio tentennante con la squadra che al termine del girone d'andata ha realizzato complessivamente 24 punti gli umbri si riprendono disputando un ottimo girone di ritorno. Tuttavia il 12 maggio 2018 dopo un calo di rendimento, nonostante avesse ottenuto 36 punti in 20 partite nel girone di ritorno (frutto di 10 vittorie,6 pareggi e 4 sconfitte) viene sollevato dall'incarico a una sola giornata dal termine con la squadra arrivata matematicamente ai playoff.
Il 7 novembre 2018 viene ingaggiato dal Livorno, ultimo in Serie B, al posto dell'esonerato Cristiano Lucarelli. Tre giorni dopo al debutto perde contro la Cremonese per 1-0. Pareggiando l’ultima partita di campionato con il Padova riesce a salvare il Livorno e ad evitare i play-out per un solo punto. In 26 partite ha quindi collezionato 8 vittorie, 10 pareggi e 8 sconfitte per un totale di 34 punti. Il 22 maggio 2019 rinnova il contratto con gli amaranto fino al 2021. Il 9 dicembre viene esonerato con la squadra ultima in campionato, con 11 punti guadagnati in 15 partite. Il 3 febbraio 2020 viene richiamato sulla panchina labronica al posto dell'esonerato Tramezzani, che ha ottenuto solo 2 punti in 7 partite. L'8 marzo 2020, dopo la sconfitta esterna nel derby contro il Pisa, viene nuovamente esonerato nonostante abbia subito ottenuto 4 punti in 5 partite dopo la crisi di risultati con l'allenatore precedente.
Il 29 novembre 2020 viene nominato nuovo tecnico del Pescara, ultimo in Serie B, e il 4 dicembre al debutto vince contro l’Ascoli (0-2). Il 14 febbraio 2021 viene sollevato dall'incarico, dopo aver raccolto 13 punti in 14 partite e con la squadra ultima in classifica.
Il 6 febbraio 2023, a due anni di distanza dall'ultimo incarico, diventa il nuovo allenatore dell'Ascoli, che in quel momento si trova al 13º posto in Serie B con 26 punti dopo 23 giornate. Inizia l'avventura nelle Marche con due vittorie di misura contro Perugia (1-0) e Parma (0-1). Termina il campionato al 12º posto con 47 punti, a 2 lunghezze dai play-off, avendo collezionato 21 punti in 15 partite. A fine stagione viene rimpiazzato da William Viali.
Il 6 novembre 2023 viene nominato nuovo tecnico della Ternana, ultima in B con 6 punti dopo 12 turni, tornando così sulla panchina delle Fere dopo sette anni. Mette insieme 37 punti in 26 partite piazzandosi al quintultimo posto: il 23 maggio 2024 retrocede però in Serie C a causa della sconfitta casalinga contro il Bari (0-3) nella gara di ritorno dei play-out.
Il 3 gennaio 2025 fa ritorno dopo 14 anni sulla panchina della Salernitana, in quel momento terzultima in Serie B con 18 punti, in sostituzione dell'esonerato Stefano Colantuono. Con i campani firma un contratto fino al termine della stagione. Tuttavia il 7 aprile seguente, dopo aver collezionato un totale di 12 punti in 12 partite e con la squadra al penultimo posto in classifica, viene sollevato dall'incarico.

## Statistiche

### Statistiche da allenatore
Statistiche aggiornate al 7 aprile 2025.
| Stagione            | Squadra            | Campionato         | Campionato | Campionato | Campionato | Campionato | Coppe nazionali | Coppe nazionali | Coppe nazionali | Coppe nazionali | Coppe nazionali | Coppe continentali | Coppe continentali | Coppe continentali | Coppe continentali | Coppe continentali | Altre coppe | Altre coppe | Altre coppe | Altre coppe | Altre coppe | Totale | Totale | Totale | Totale | % Vittorie | Piazzamento        |
| Stagione            | Squadra            | Comp               | G          | V          | N          | P          | Comp            | G               | V               | N               | P               | Comp               | G                  | V                  | N                  | P                  | Comp        | G           | V           | N           | P           | G      | V      | N      | P      | %          | Piazzamento        |
| ------------------- | ------------------ | ------------------ | ---------- | ---------- | ---------- | ---------- | --------------- | --------------- | --------------- | --------------- | --------------- | ------------------ | ------------------ | ------------------ | ------------------ | ------------------ | ----------- | ----------- | ----------- | ----------- | ----------- | ------ | ------ | ------ | ------ | ---------- | ------------------ |
| feb.-giu. 2010      | Reggina            | B                  | 18         | 8          | 4          | 6          | CI              | -               | -               | -               | -               | -                  | -                  | -                  | -                  | -                  | -           | -           | -           | -           | -           | 18     | 8      | 4      | 6      | 44,44      | Sub., 13º          |
| 2010-2011           | Salernitana        | 1D                 | 34+4       | 17+2       | 8+1        | 9+1        | CI+CI-LP        | 1+1             | 0+0             | 0+0             | 1+1             | -                  | -                  | -                  | -                  | -                  | -           | -           | -           | -           | -           | 40     | 19     | 9      | 12     | 47,50      | 4º                 |
| 2011-2012           | Reggina            | B                  | 28         | 10         | 8          | 10         | CI              | 2               | 1               | 0               | 1               | -                  | -                  | -                  | -                  | -                  | -           | -           | -           | -           | -           | 30     | 11     | 8      | 11     | 36,67      | Eson., Sub., 10º   |
| Totale Reggina      | Totale Reggina     | Totale Reggina     | 46         | 18         | 12         | 16         |                 | 2               | 1               | 0               | 1               |                    | -                  | -                  | -                  | -                  |             | -           | -           | -           | -           | 48     | 19     | 12     | 17     | 39,58      |                    |
| 2012-gen. 2013      | Vicenza            | B                  | 23         | 3          | 10         | 10         | CI              | 3               | 2               | 0               | 1               | -                  | -                  | -                  | -                  | -                  | -           | -           | -           | -           | -           | 26     | 5      | 10     | 11     | 19,23      | Eson.              |
| set. 2013-2014      | Latina             | B                  | 39+4       | 18         | 13+2       | 8+2        | CI              | -               | -               | -               | -               | -                  | -                  | -                  | -                  | -                  | -           | -           | -           | -           | -           | 43     | 18     | 15     | 10     | 41,86      | Sub., 3º           |
| ott. 2014-gen. 2015 | Latina             | B                  | 14         | 2          | 7          | 5          | CI              | -               | -               | -               | -               | -                  | -                  | -                  | -                  | -                  | -           | -           | -           | -           | -           | 14     | 2      | 7      | 5      | 14,29      | Sub., Eson.        |
| Totale Latina       | Totale Latina      | Totale Latina      | 57         | 20         | 22         | 15         |                 | -               | -               | -               | -               |                    | -                  | -                  | -                  | -                  |             | -           | -           | -           | -           | 57     | 20     | 22     | 15     | 35,09      |                    |
| set. 2015-2016      | Ternana            | B                  | 37         | 15         | 7          | 15         | CI              | -               | -               | -               | -               | -                  | -                  | -                  | -                  | -                  | -           | -           | -           | -           | -           | 37     | 15     | 7      | 15     | 40,54      | Sub., 12º          |
| 2016-apr. 2017      | Virtus Entella     | B                  | 39         | 12         | 15         | 12         | CI              | 2               | 1               | 0               | 1               | -                  | -                  | -                  | -                  | -                  | -           | -           | -           | -           | -           | 41     | 13     | 15     | 13     | 31,71      | Eson.              |
| ott. 2017-mag. 2018 | Perugia            | B                  | 30         | 12         | 11         | 7          | CI              | 1               | 0               | 0               | 1               | -                  | -                  | -                  | -                  | -                  | -           | -           | -           | -           | -           | 31     | 12     | 11     | 8      | 38,71      | Sub., Eson         |
| nov. 2018-2019      | Livorno            | B                  | 26         | 8          | 10         | 8          | CI              | -               | -               | -               | -               | -                  | -                  | -                  | -                  | -                  | -           | -           | -           | -           | -           | 26     | 8      | 10     | 8      | 30,77      | Sub., 14º          |
| 2019-2020           | Livorno            | B                  | 21         | 4          | 4          | 13         | CI              | 1               | 0               | 0               | 1               | -                  | -                  | -                  | -                  | -                  | -           | -           | -           | -           | -           | 22     | 4      | 4      | 14     | 18,18      | Eson., Sub., Eson. |
| Totale Livorno      | Totale Livorno     | Totale Livorno     | 47         | 12         | 14         | 21         |                 | 1               | 0               | 0               | 1               |                    | -                  | -                  | -                  | -                  |             | -           | -           | -           | -           | 48     | 12     | 14     | 22     | 25,00      |                    |
| nov. 2020-feb. 2021 | Pescara            | B                  | 14         | 3          | 4          | 7          | CI              | -               | -               | -               | -               | -                  | -                  | -                  | -                  | -                  | -           | -           | -           | -           | -           | 14     | 3      | 4      | 7      | 21,43      | Sub., Eson.        |
| feb.-giu. 2023      | Ascoli             | B                  | 15         | 6          | 3          | 6          | CI              | -               | -               | -               | -               | -                  | -                  | -                  | -                  | -                  | -           | -           | -           | -           | -           | 15     | 6      | 3      | 6      | 40,00      | Sub., 12º          |
| nov. 2023-2024      | Ternana            | B                  | 26+2       | 10         | 7+1        | 9+1        | CI              | -               | -               | -               | -               | -                  | -                  | -                  | -                  | -                  | -           | -           | -           | -           | -           | 28     | 10     | 8      | 10     | 35,71      | Sub., 16º (retr.)  |
| Totale Ternana      | Totale Ternana     | Totale Ternana     | 65         | 25         | 15         | 25         |                 | -               | -               | -               | -               |                    | -                  | -                  | -                  | -                  |             | -           | -           | -           | -           | 65     | 25     | 15     | 25     | 38,46      |                    |
| gen.-apr. 2025      | Salernitana        | B                  | 12         | 3          | 3          | 6          | CI              | -               | -               | -               | -               | -                  | -                  | -                  | -                  | -                  | -           | -           | -           | -           | -           | 12     | 3      | 3      | 6      | 25,00      | Sub., Eson.        |
| Totale Salernitana  | Totale Salernitana | Totale Salernitana | 50         | 22         | 12         | 16         |                 | 2               | 0               | 0               | 2               |                    | -                  | -                  | -                  | -                  |             | -           | -           | -           | -           | 52     | 22     | 12     | 18     | 42,31      |                    |
| Totale carriera     | Totale carriera    | Totale carriera    | 386        | 133        | 118        | 135        |                 | 11              | 4               | 0               | 7               |                    | -                  | -                  | -                  | -                  |             | -           | -           | -           | -           | 397    | 137    | 118    | 142    | 34,51      |                    |

## Palmarès

### Giocatore

#### Competizioni nazionali
- Serie C2: 1

Ospitaletto: 1986-1987
- Coppa Italia: 2

Sampdoria: 1987-1988, 1988-1989
- Supercoppa italiana: 1

Parma: 1999
- Campionato italiano di Serie B: 1

Salernitana: 1997-1998

#### Competizioni internazionali
- Coppa delle Coppe: 1

Sampdoria: 1989-1990

## Riconoscimenti
- 2019 (Genova, 30 novembre) - Viene insegnito dall'Ordine Nazionale Cavalieri dello Sport, con il patrocinio dell'ASI, del titolo di Cavaliere dello Sport.[46]